# Pista di Fiorano
Pista di Fiorano is het privécircuit van Ferrari in Fiorano Modenese, Italië. Het circuit is beter bekend onder de naam Fiorano.

## Ferrari
Alle auto's die worden afgeleverd door Ferrari worden eerst getest op dit circuit. De klanten mogen zelf ook gebruikmaken van het circuit om hun bolide te testen. Het Ferrari Formule 1 team maakt ook regelmatig gebruik van het circuit.

## Trivia
- Het circuit is zichtbaar vanaf de openbare weg.